# Stefan Pietruszka-Jabłonowski
Stefan Pietruszka-Jabłonowski, ur. jako Stefan Pietruszka (ur. 26 marca 1898 w Łodzi, zm. 21 listopada 1973 w Jerozolimie) – polski duchowny, ksiądz, działacz młodzieżowy, opiekun polskich uchodźców na Węgrzech i Bliskim Wschodzie, prałat domowy Jego Świątobliwości.

## Życiorys
Ukończył Progimnazjum Filologiczne Radwańskiego w Łodzi (późn. II Liceum Ogólnokształcące im. Gabriela Narutowicza w Łodzi). W 1915 przeniósł się do Włocławka, gdzie podjął naukę w Liceum im. Piusa X (Niższym Seminarium Duchownym), następnie wstąpiwszy do Wyższego Seminarium Duchownego. Święcenia kapłańskie otrzymał 18 czerwca 1922. Następnie był prefektem szkół powszechnych: we Włocławku (1922–1924), w Praszce koło Wielunia (1924–1925), w Zagórowie k. Słupcy (1925–1926), w Liskowie k. Turku (1926–1927) i w Sieradzu (1927–1928).
Od 1927 był kapelanem rezerwy Wojska Polskiego. W 1928 został powołany na stanowisko dyrektora Diecezjalnej Centrali Stowarzyszenia Młodzieży Polskiej, a w 1934 na asystenta Diecezjalnej Centrali Katolickiego Stowarzyszenia Młodzieży Męskiej i Katolickiego Stowarzyszenia Młodzieży Żeńskiej we Włocławku. W ramach działalności w ww. stowarzyszeniach przyczynił się do powstania „Domu Młodzieży” oraz do przeprowadzenia 142 serii rekolekcji zamkniętych, połączonych z kursami społecznymi. W 1937 został kanonikiem gremialnym Kolegiaty w Kaliszu.

### Działalność podczas II wojny światowej
Po wybuchu II wojny światowej, 6 września 1939 wraz z biskupem Karolem Radońskim wyjechał z Włocławka i 17 września przekroczył granicę polsko-rumuńską. W październiku wyjechał na Węgry, gdzie został organizatorem opieki duszpasterskiej nad polskimi uchodźcami. Był organizatorem Katolickiego Uniwersytetu Powszechnego w Budapeszcie, mającego oddziały w obozach internowanych żołnierzy. Był zaangażowany w pomoc żołnierzom w przedostawaniu się za granicę do organizującego się wojska polskiego. Narażony na aresztowanie, wjechał w lipcu 1940 wraz z Radońskim do Jugosławii, następnie do Turcji, Syrii, docelowo do Jerozolimy, gdzie był również zaangażowany w pomoc polskim uchodźcom. We wrześniu 1941 został kapelanem Legii Oficerskiej, w ramach której uczestniczył m.in. w nieudanej wyprawie do Tobruku. W marcu 1942 został zwolniony z wojska. Przybywszy do Jerozolimy, został szefem duszpasterstwa polskiej ludności cywilnej jako wikariusz patriarchy łacińskiego Jerozolimy. W ramach swojej działalności zorganizował 14 ośrodków duszpasterskich dla około 45 tys. Polaków przybyłych ze Związku Radzieckiego. Był również redaktorem wydawanego w Jerozolimie „Tygodnika Katolickiego”. Zaczął wówczas używać nazwiska dwuczłonowego – Pietruszka-Jabłonowski.

### Działalność po II wojnie światowej
Po II wojnie światowej pozostał w Jerozolimie, organizując opiekę nad mieszkającymi tam Polakami i polskimi pielgrzymami w Izraelu, Jordanii oraz innych państwach arabskich. Przyczynił się do odbudowy jako polskie sanktuarium narodowe III i IV Stacji Drogi Krzyżowej w Jerozolimie. W 1955 sąsiedztwie III stacji zorganizował muzeum biblijno-archeologiczne z 10 000 eksponatów, w tym polskich pamiątek z okresu II wojny światowej, takich jak polonika i dzieła polskich artystów. W 1963 został szambelanem papieskim, a w 1965 prałatem domowym.
Został odznaczony Krzyżem Komandorskim Orderu Odrodzenia Polski, a także odznaczeniami brytyjskimi i arabskimi.

### Życie prywatne
Był synem Marcina Pietruszki – starszego ogrodnika miejskiego oraz Julii z domu Klimczak. Jego dziadkiem był powstaniec z 1863 roku, który chcąc uniknąć represji ze strony caratu, zmienił nazwisko z Jabłonowski na Pietruszka.
Został pochowany na cmentarzu katolickim na Górze Syjon w Jerozolimie (kwatera polska, grób 83).